# Hastings-on-Hudson
Hastings-on-Hudson est une localité de l'État de New York dans le comté de Westchester au nord du Bronx.
Comme son nom l'indique, elle est située sur la rive du fleuve Hudson.

## Géographie
Hastings-on-Hudson est située dans la zone des collines du fleuve Hudson à l'opposée des falaises de Palisades, au nord de la ville de Yonkers.
La ville est bordée à l'ouest par le fleuve Hudson, à l'est par la rivière Saw Mill.
D'après le bureau du recensement des États-Unis, la ville a une surface de 7,5 km2 dont 5,2 km2 de terre et 2,3 km2 d'eau.

## Démographie
La population est de 8 590 habitants selon le recensement de 2020. La densité de population est de 4 020 habitants par km2. Il y a 2 875 maisons ou immeubles d'habitations.

## Transports
La ville est reliée à New York via l'Hudson Line (Metro-North).